# Weronika Juszczak
Weronika Juszczak (ur. 11 maja 1999 w Sieradzu) – polska piosenkarka, youtuberka i influencerka.

## Życiorys
Lekcje śpiewu zaczęła odbierać w wieku 13 lat. Początkowo nagrywała covery. Uczestniczyła w konkursie talentów Fanta Future Young Stars, w którym zajęła trzecie miejsce, po czym podpisała kontrakt z wytwórnią My Music. W ramach współpracy z firmą nagrała piosenki: „Możesz zatrzymać nas” i „Wiem”, do których zrealizowała teledyski. W 2018 wydała debiutancki album pt. Inna, z którym dotarła do trzeciego miejsca na OLiS.
Wśród inspiracji muzycznych wymienia artystów, takich jak Ed Sheeran i Adele.

## Dyskografia
- Inna (2018)